# Nogai

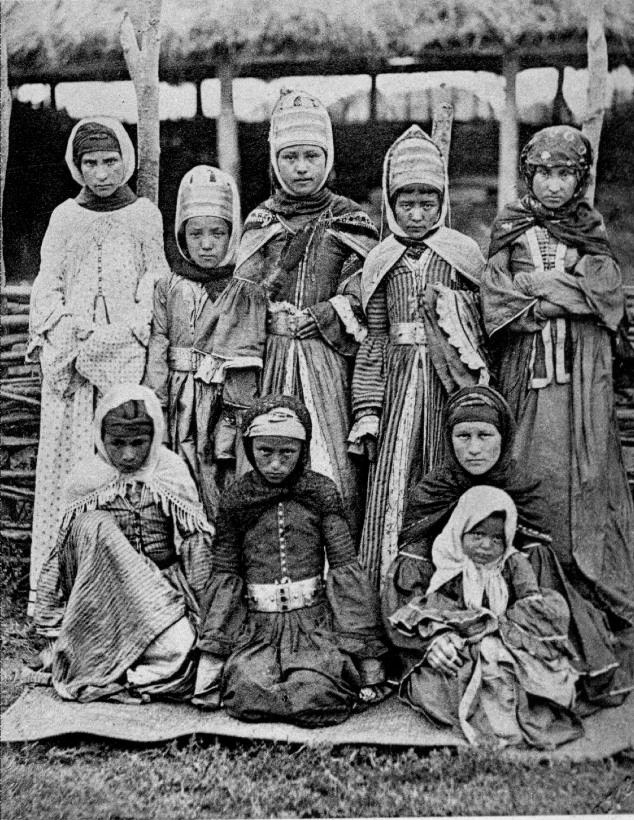
Fete Nogai la început secolului 20

Nogaii (sau tătari nogai) sunt un grup etnic turcic, care locuiește în sudul european al Rusiei, în special în regiunea Caucazului de Nord. Cei mai mulți dintre nogai se găsesc în nordul Daghestanului, în regiunea Stavropol, în Karaciai-Cerchezia și regiunea Astrahan; de asemenea, nogaii locuiesc în Cecenia. Ei vorbesc limba nogai și sunt descendenți ai diferitelor triburi mongolice și turcice, care au format Hoarda Nogai (anii 1440 - 1634). 
De asemenea nogaii au constituit populația principală a Hoardei Bugeacului, între secolul al XVII-lea și până la începutul secolului al XIX-lea (după 1812), când aceștia au fost strămutați de autoritățile țariste din sudul, deja Guberniei Basarabia, spre regiunile interioare ale țării. Ulterior așezările nogailor au fost colonizate cu bulgari, găgăuzi și germani.